# Lavoro in quota

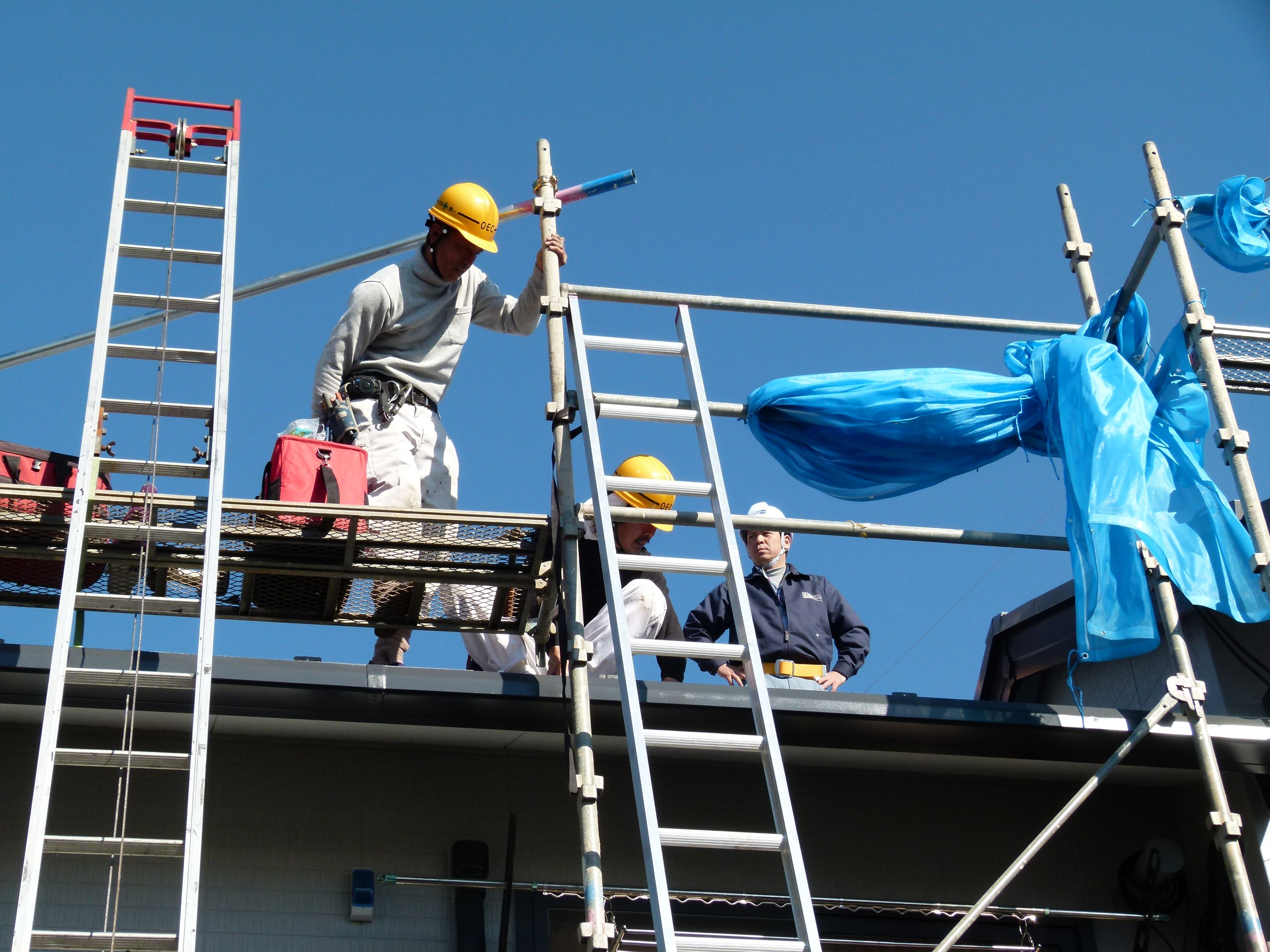
Lavoro in quota per l'installazione di pannelli solari su un tetto in Giappone.

Con lavoro in quota, secondo la definizione utilizzata dall'Organizzazione internazionale del lavoro (ILO), si indicano attività lavorative che presentano un possibile rischio di caduta da un'altezza tale da potere provocare lesioni personali.

## Esempi
Esempi di lavori in quota sono lavori su:
- tetti
- scale (mobili o fisse)
- trabattelli
- ponteggi
- piattaforme di lavoro aeree (PLE)
- pali
- tralicci
- ripetitori
- pale eoliche
- colonne di distillazione, ciminiere, sili e altre apparecchiature chimiche che si sviluppano in verticale
- superfici fragili attraverso le quali è presente il rischio di caduta[2]
- lavori in presenza di aperture o buche nel terreno con il rischio di caderci dentro.[2]

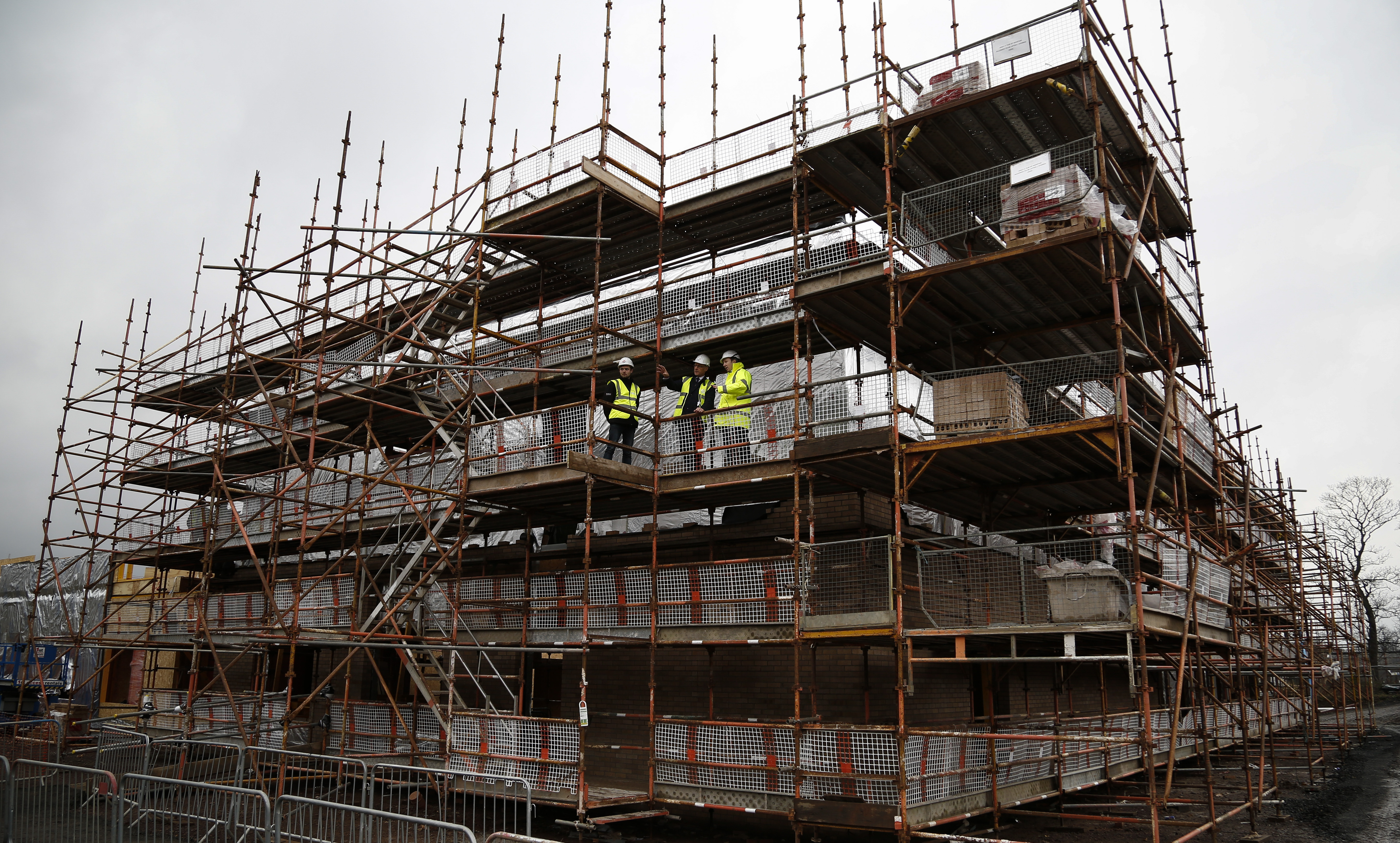
Lavoratori in quota su un ponteggio durante la costruzione del Royal Edinburgh Hospital, in Scozia.
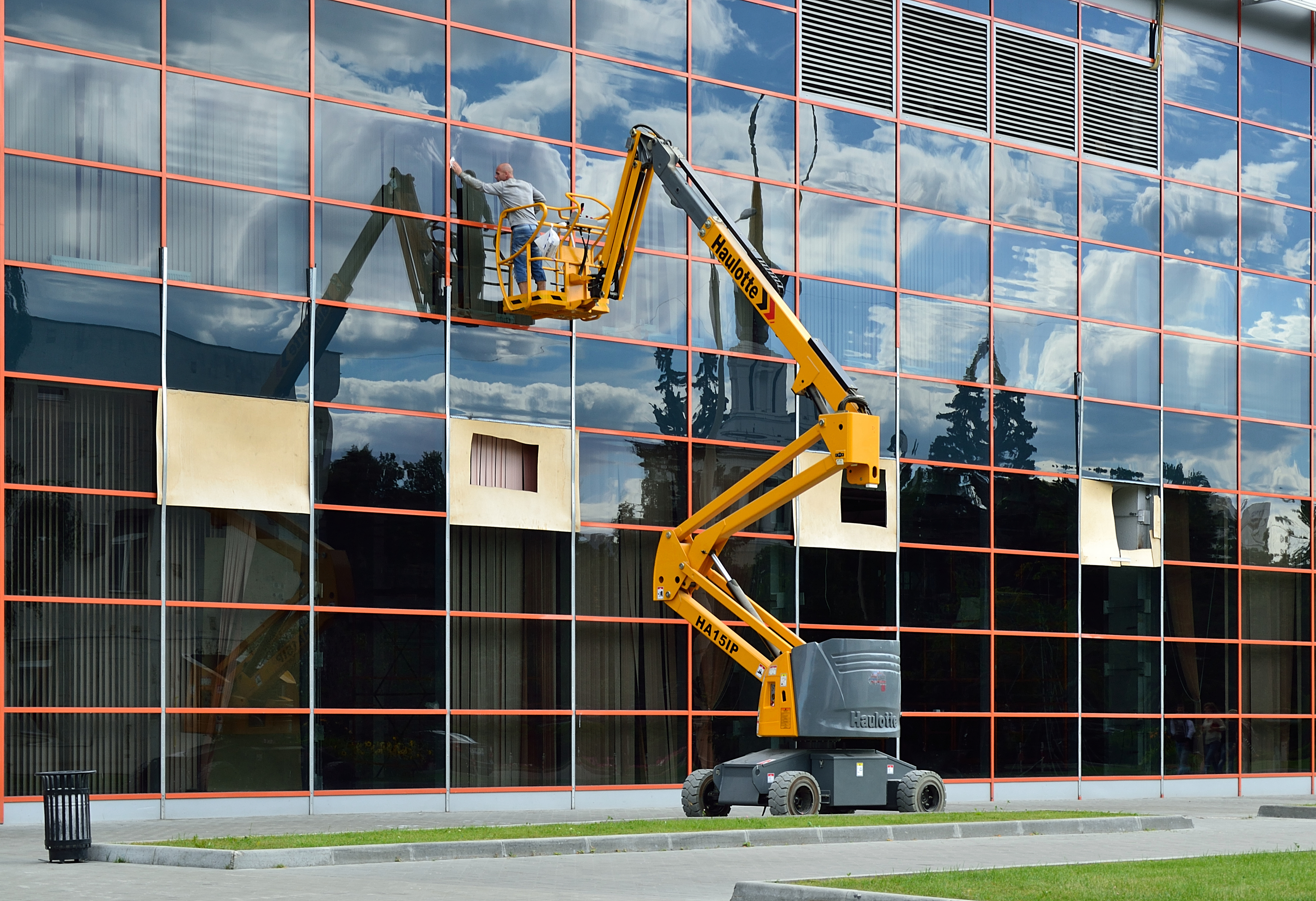
Lavoro in quota su una piattaforma di lavoro aerea durante la pulizia della facciata di un edificio all'Esposizione delle conquiste dell'economia nazionale, a Mosca.
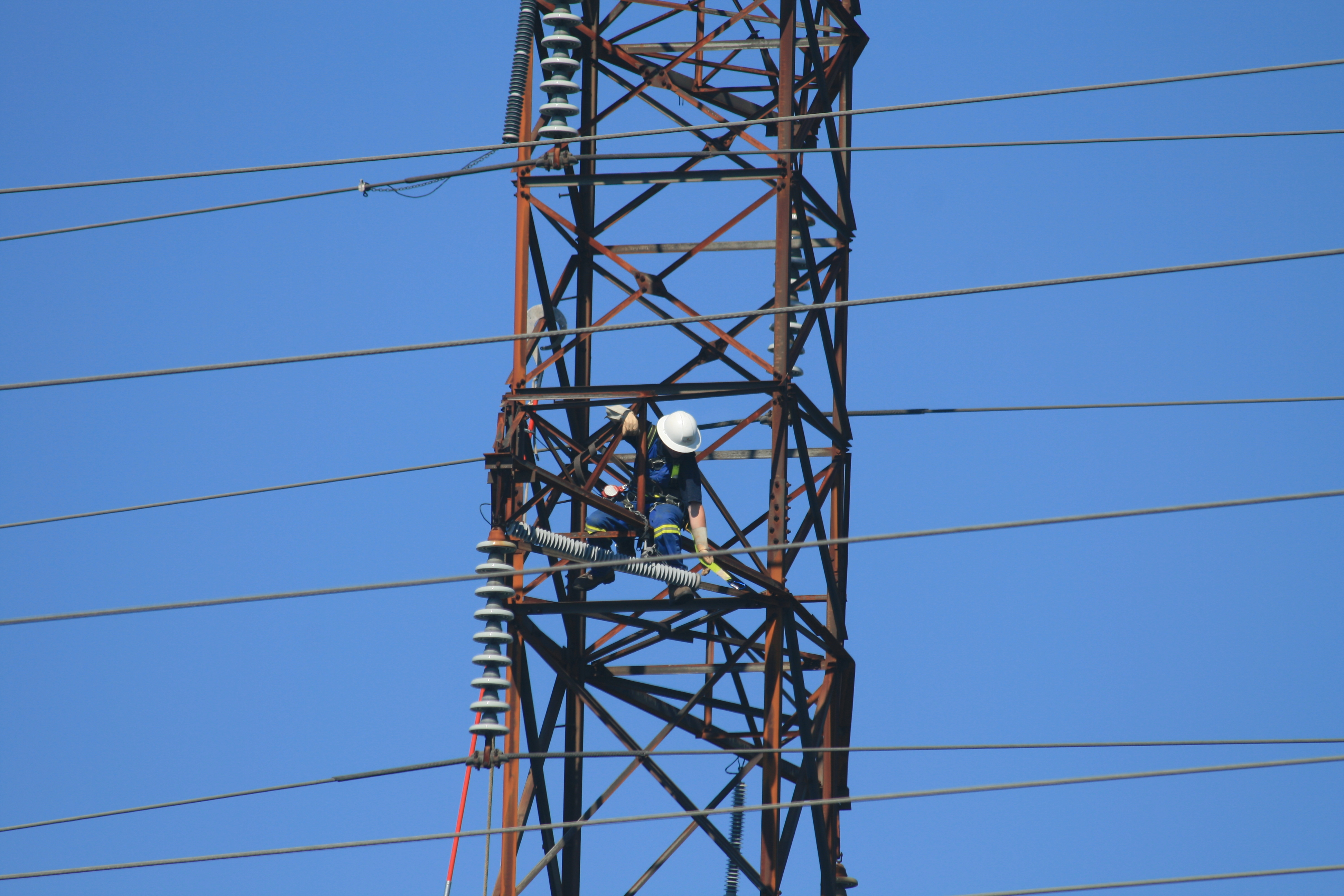
Lavoro in quota su un traliccio per operazioni di manutenzione, a Saint John, Canada.
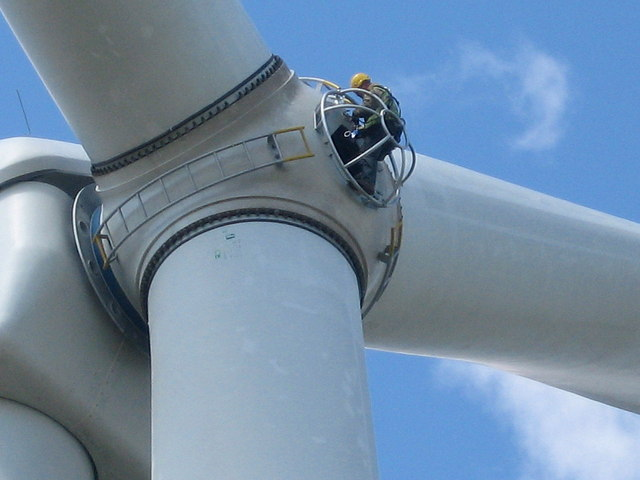
Lavoro in quota per la costruzione di una turbina eolica
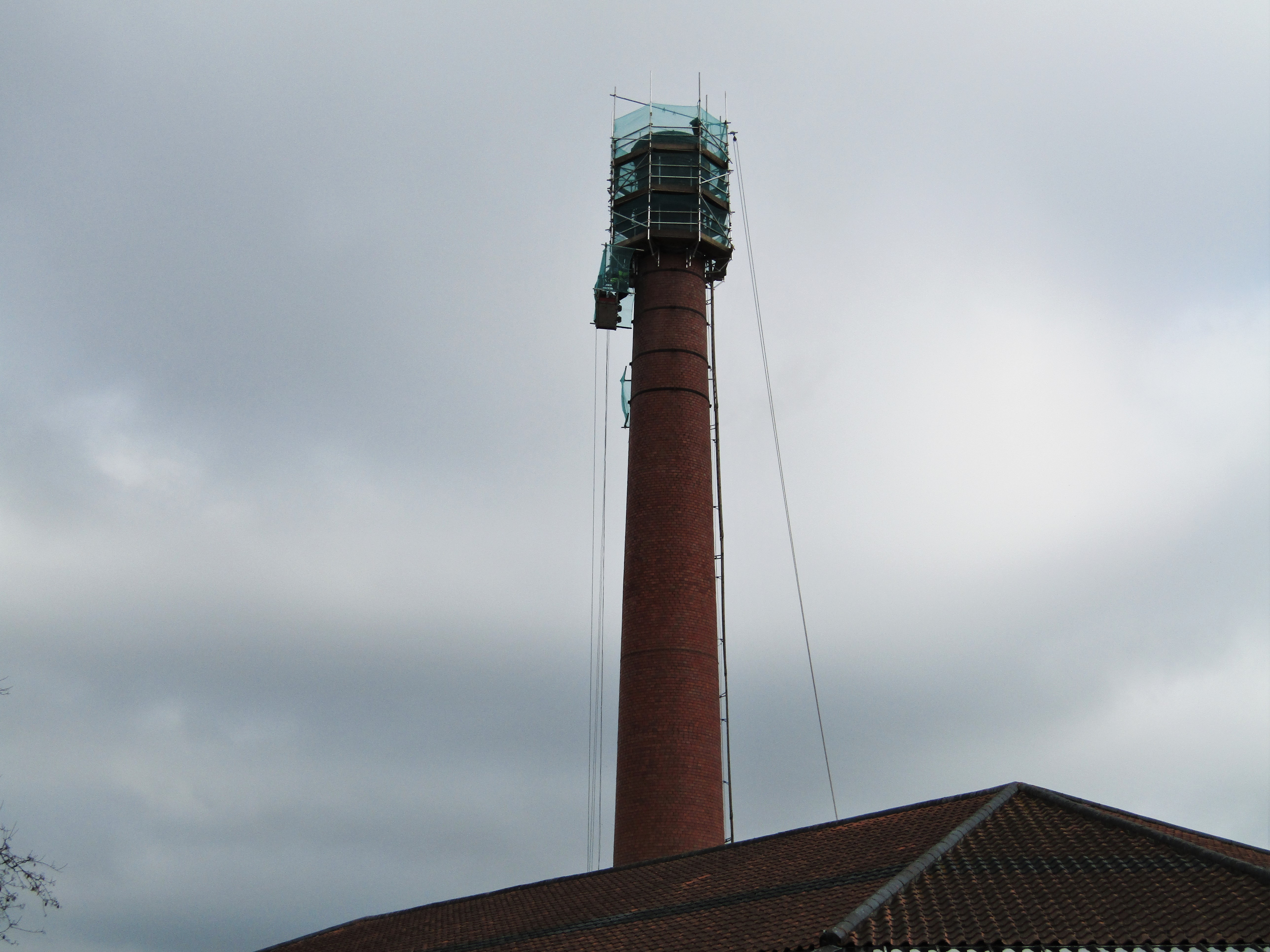
Lavoro in quota per la manutenzione di una ciminiera a Clarks Village, Inghilterra.
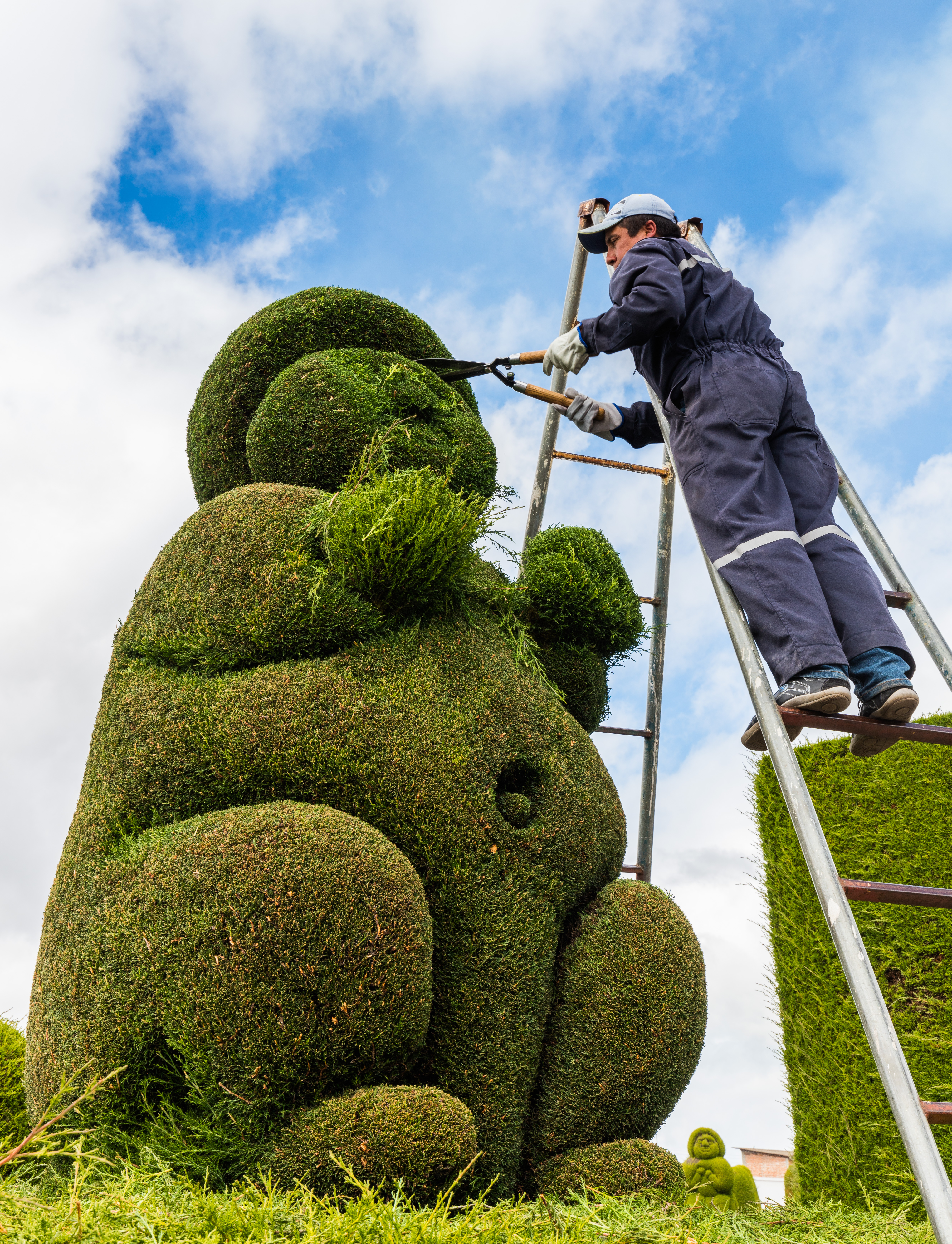
Giardiniere al lavoro su una scala (Cimitero di Tulcán, Ecuador)

## Rischi

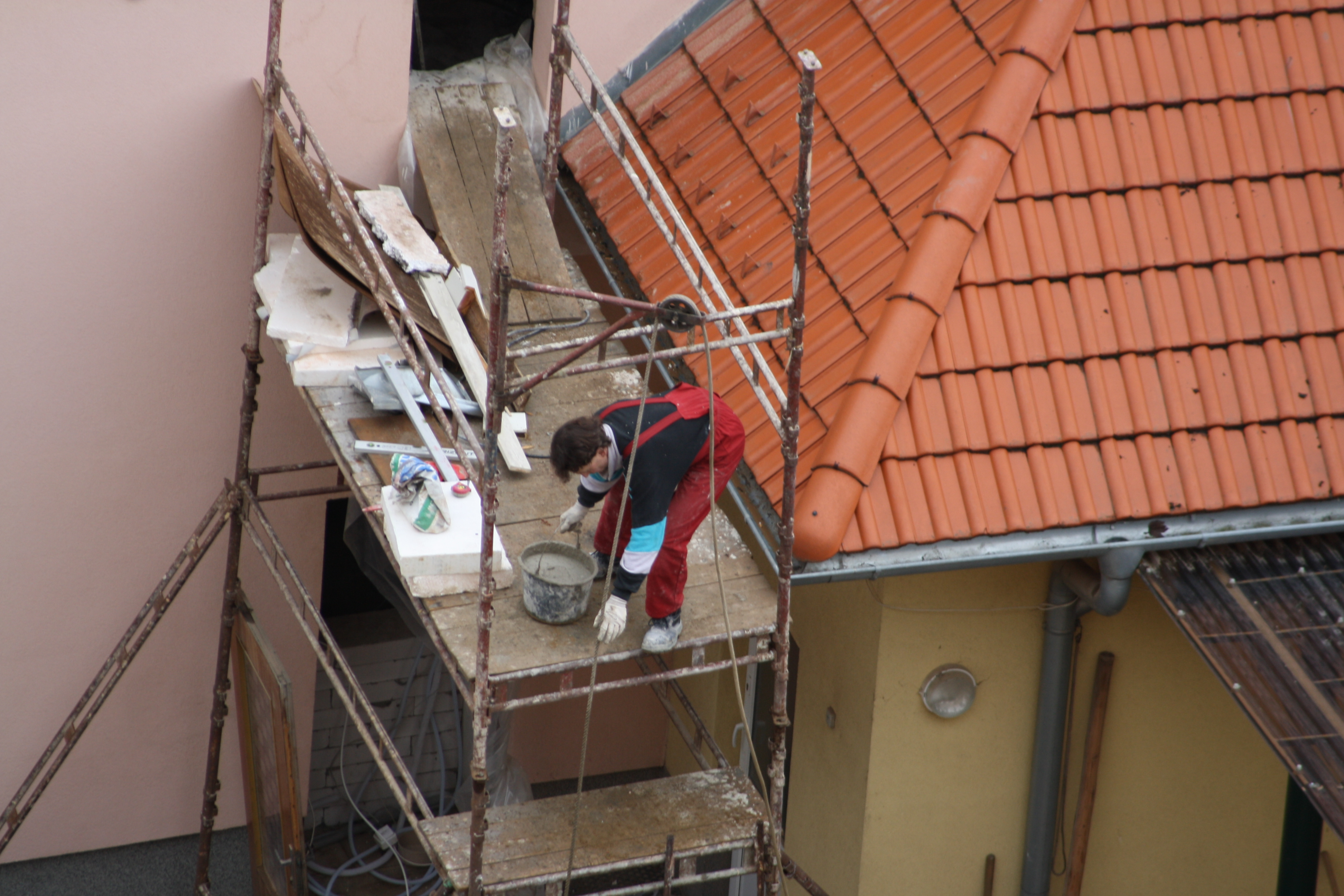
Lavoratore in quota su un ponteggio con elevato rischio di caduta per mancanza di protezioni e dispositivi anticaduta.

Il lavoro in quota, per il rischio di caduta ad esso associato, risulta essere una delle principali cause di morte e lesioni gravi sul lavoro. Tra le cause più comuni di caduta dall'alto rientrano le cadute dalle scale a pioli e le cadute attraverso tetti non sufficientemente resistenti.
Altri possibili rischi che potrebbero essere comunemente presenti nel lavoro in quota sono:
- caduta di oggetti dall'alto (ad esempio strumenti di lavoro o materiale da costruzione)
- rischio di collasso o ribaltamento della piattaforma di lavoro
- contatto con linee elettriche aeree.

Nel 1996 è stato compiuto uno studio forense sulle cartelle cliniche di vittime di cadute dall'alto trattate nel 1989 presso le unità di pronto soccorso e su referti post-mortem di decessi dovuti alla stessa causa, esaminati nello stesso anno presso l'Istituto di medicina legale di Vienna.  Poiché la mortalità dopo una caduta è significativamente influenzata dall'età della vittima,sono state prese in considerazione solo le persone di età compresa tra 20 e 50 anni. Lo studio ha condotto a questi risultati: la probabilità di morte associata ad una caduta dall'alto aumenta con l'altezza, andando dal 0% (probabilità di lesioni personali più o meno gravi, ma probabilità di morte nulla) per cadute da un'altezza uguale o minore di 1,2 metri fino al 100% (morte certa) per cadute da un'altezza maggiore di 19,2 metri su un piano di cemento o su marciapiede. Non è stata riscontrata alcuna associazione statisticamente significativa tra i seguenti fattori: sesso ed età della vittima, sesso o età e motivo della caduta, sesso o età e misura della caduta, sesso o età ed esito.
Secondo un altro studio del 2009, nel caso di caduta da un'altezza uguale o minore di 2 metri la probabilità di morte è pari allo 0,1%, mentre la probabilità di lesioni gravi è pari al 40% circa.

## Misure di sicurezza

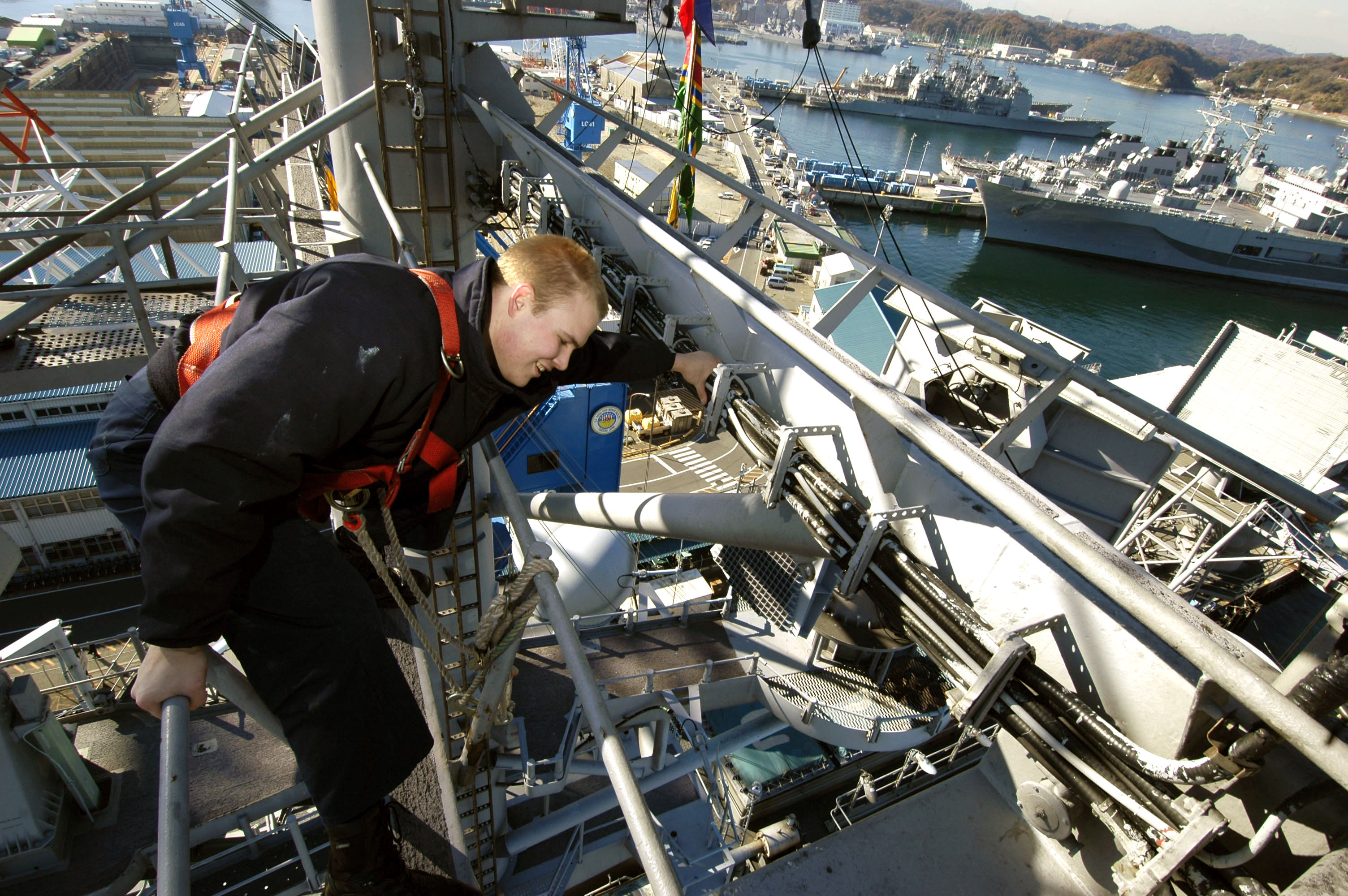
Lavoratore in quota assicurato con una linea vita.

Le possibili misure di sicurezza per lo svolgimento del lavoro in quota variano a seconda del tipo di lavoro svolto e dei rischi associati. In generale tali misure di sicurezza includono:
- ove possibile, eliminare il rischio evitando il lavoro in quota
- misure di tipo organizzativo, tra cui un'attenta pianificazione e supervisione del lavoro, assegnazione dell'incarico a lavoratori con adeguata competenza ed esperienza, scelta di attrezzature adeguate per il lavoro da svolgere
- misure di tipo progettuale, tra cui utilizzo di dispositivi di protezione collettiva (come: fermapiedi, parapetti, reti di sicurezza,[3] ecc.)
- dispositivi di protezione individuale, come dispositivi anticaduta, di trattenuta o di posizionamento.

## Normativa
A seconda della specifica normativa nazionale, l'altezza oltre la quale si parla di "lavoro in quota" (ovvero oltre la quale l'adozione di opportune misure di sicurezza contro il rischio di caduta è obbligatorio per legge) può essere definita in maniera più o meno precisa. Ad esempio la normativa italiana, attraverso il D.lgs. 81/2008 (Testo unico sulla sicurezza nei luoghi di lavoro) fissa tale altezza a 2 metri rispetto ad un piano stabile.
In Gran Bretagna, il lavoro in quota è regolamentato dal Work at Height Regulations 2005 (WAHR), in vigore dal 6 aprile 2005, che nella definizione di lavoro in quota include invece il lavoro in qualsiasi luogo, compreso un luogo al livello del suolo o al di sotto di esso.